# 荒木飛呂彥
荒木飛吕彦（日语：／ Araki Hirohiko */?，1960年6月7日—），日本漫画家。本名荒木利之（日语：／ Araki Toshiyuki ?）。宫城縣仙台市若林區出身。東北学院榴岡高等学校畢業、宮城教育大学中退、仙台設計専門学校畢業。身高169.5公分，体重（截至2007年）61公斤，B型血。已婚，育有兩個女兒。其代表作品《JoJo的奇妙冒险》1987年开始在《週刊少年Jump》连载，以獨特的畫風和分鏡著稱，劇情方面以「歌頌人類」為探討主題。他曾经获得过日本漫画界的手塚奖。

## 人物
荒木小學時參加過少棒，中學時是劍道社。有一對雙胞胎妹妹，因為常被妹妹欺負、所以會躲去看漫畫，小時候便喜歡漫畫，因此想成為漫畫家。喜歡的作品是梶原一騎的《巨人之星》、《小拳王》、橫山光輝的《巴比倫2世》、白土三平的《佐助》和《卡姆列傳》。他也常閱讀江戶川亂步和福爾摩斯系列。 荒木與手塚治虫有過握手的經驗。
16歲時，與他同年齡的蚵仔煎以《金肉人》這部作品在《周刊少年Jump》上首次亮相。讓他感到焦慮，於是在高中三年級時提交了第一部作品，之後也持續投稿。1980年，在專修學校就讀期間以《武裝撲克》出道，並獲得了第20屆手塚賞亞軍。
他非常喜歡西洋流行音樂，恐怖電影和意大利，在代表作品《JoJo的奇妙冒險》中可以見到大量上述的元素。
其畫風受到文藝復興繪畫、特別是米開朗基羅的影響，在《JoJo的奇妙冒險》中處處可見以當時作品為藍本的構圖，被評論家加藤幹郎稱為是風格主義的漫畫家。此外，在漫畫分鏡、角色設定、角色對白、擬聲詞的運用上也都獨樹一格，更以超能力與頭腦戰開創日本戰鬥漫畫的先河。。2004年開始連載《JoJo的奇妙冒險》第七部《飆馬野郎》，隔年的2005年將其轉載至青年月刊《Ultra Jump》，荒木表示，每月連載消除了頁數限制的壓力，也提升了故事的節奏。也提到增加每集頁數的原因是“我想創作一部將動態的視覺表達與細膩的心理描寫相結合的作品”，並且他想講述一個更宏大的故事，而不是像每週連載那樣，緊湊地重複著引言、發展、轉折和結局。
荒木在每天早上十點起床，星期日繪製分鏡稿，星期一至四完稿，星期五和六休息，不熬夜。以此作息持續了十年以上的時間。這種規律的作息是受到了同樣也是長期連載的漫畫家秋本治的影響。身體非常健康，儘管已年過五十但面容不顯老態，甚至被其它漫畫家和粉絲戲稱「究极生物」、「越活越年輕」、「長生不老」、「使用了波紋或石鬼面」、「其實他本人也是一個替身使者，能力應該是不會變老」。

## 作品列表
粗體顯示為連載作品。「●」記號表示收錄在《美女☆愛琳》，「○」記號表示收錄在《死刑執行中逃獄進行中》，「◎」記號表示收錄在《岸邊露伴一動也不動》，「☆」記號表示單行本未收錄。

### 漫畫
- 武裝POKER《武装ポーカー》（●使用本名「荒木利之」，《週刊少年Jump(WJ)》1981年1號）－第20屆手塚獎準入選作品。
- 法外之徒《アウトロー・マン》（●使用本名「荒木利之」，《WJ增刊》1982年1月10日號）
- 魔少年比提（Magic Boy B.T.）（日语：魔少年ビーティー）《魔少年ビーティー》【讀切短篇版】（●《Fresh Jump（日语：フレッシュジャンプ）》1982年3號）
- 魔少年比提（Magic Boy B.T.）《魔少年ビーティー》（《WJ》1983年42號－51號）
  - 【Jump Comics（日语：ジャンプ・コミックス）版】，全1卷，1984年
  - 【集英社文庫版】：全1卷，2000年
- 向維珍尼亞問好《バージニアによろしく》（●《WJ增刊》1982年）
- 巴歐來訪者《バオー来訪者》（《WJ》1984年45号－1985年11号）
  - 【Jump Comics版】：全2卷，1985年
  - 【集英社文庫版】：全1卷，2000年
- 美女☆愛琳（日语：荒木飛呂彦短編集 ゴージャス☆アイリン）《ゴージャス☆アイリン》（●《WJ》1995年AutumnSpecial、1996年·《Super Jump(SJ)》）
- JoJo的奇妙冒險《ジョジョの奇妙な冒険》（1987年－連載中）
  - 第1部：幻影血脈《Part 1 ファントムブラッド》（《WJ》1987年1・2号－46号）
  - 第2部：戰鬥潮流《Part 2 戦闘潮流》（《WJ》1987年47号－1989年15号）
  - 第3部：星塵鬥士《Part 3 スターダストクルセイダース》（《WJ》1989年16号－1992年19号）
  - 第4部：不滅鑽石《Part 4 ダイヤモンドは砕けない》（《WJ》1992年20号 - 1995年51号）
  - 第5部：黃金之風《Part 5 黄金の風》（《WJ》1995年52号－1999年17号）
  - 第6部：石之海《Part 6 ストーンオーシャン》（《WJ》2000年1号－2003年19号）
  - 第7部：飆馬野郎《Part 7 スティール・ボール・ラン》（《WJ》2004年8号－47号→《Ultra Jump(UJ)》2005年5月号－2011年5月号）
  - 第8部：JOJOLION《Part 8 ジョジョリオン》（《UJ》2011年6月号－2021年9月号）
  - 第9部：The JOJOLands《Part 9 ザ・ジョジョランズ》（《UJ》2023年3月号－）
  - 【Jump Comics版】：目前共131卷，1987年起發行。
  - 【集英社文庫版】：目前共66卷，2002年起發行。
  - 【SHUEISHA JUMP REMIX（日语：コンビニコミック）版】：目前共64卷，2001年起發行。
  - 【集英社Comics愛藏版版】：第1期全17卷，2013年－2015年
- 奇人異士列傳（日语：変人偏屈列伝）（初期作畫：鬼窪浩久，《SJ》1989年6月号、《MANGA ALLMAN（日语：MANGAオールマン）(MA)》2001年No.10－No.12、2002年No.2、《UJ》2003年3月号、2003年8月号－9月號）
  - 【愛藏版Comics版】：全1卷，2004年
  - 【集英社文庫版】：全1卷，2012年
- 死刑執行中逃獄進行中（○《SJ》1995年2號/2008年（再錄））
- 糖糖～終極貓咪～《ドルチ 〜ダイ・ハード・ザ・キャット〜》（○《MA》1996年11號－12號）
- 岸邊露伴一動也不動《岸辺露伴は動かない》（1997年－不定期連載中）
  - 【Jump Comics版】：目前共3卷，2013年起發行。
- 死人之Ｑ《デッドマンズQ》（○《MA》1999年12號－14號）
- 岸邊露伴在羅浮（《UJ》2010年4月号－2010年6月号） - 『小さなデッサン展-漫画の世界でルーヴルを』展示再錄漫畫。
  - 【UJ愛藏版】：全1卷，2011年
- 徐倫，飛向GUCCI（☆2012年12月22日發售·集英社《SPUR》2月號） - GUCCI×JOJO 第二弾。全彩頁讀切短編作品。

### 書籍
- 集英社新書（日语：集英社新書）
  - 荒木飛呂彥的奇妙恐怖電影論（日语：荒木飛呂彦の奇妙なホラー映画論）（全1巻，2011年）
  - JoJo的奇妙名言集 Part1-3（解説：中條省平（日语：中条省平），2012年）
  - JoJo的奇妙名言集 Part4-8（2012年）
  - 荒木飛呂彥的超偏愛電影法！（全1巻，2013年）
  - 荒木飛呂彥的漫畫術（全1卷，2015年）

### 畫集
- JoJo6251 荒木飛呂彦的世界（1993年）
- JOJO A-GO!GO!（2000年）
- JOJOVELLER（2013年）

### 其他
- 《縣立海空高校野球部員山下太郎同學（日语：県立海空高校野球部員山下たろーくん）》 寄稿文/插圖（1988年）
- 『FC經典遊戲Jump週刊II 最強的7人（日语：ファミコンジャンプII 最強の7人） 敵人及7大頭目的角色設計（1991年）
- 《烏龍派出所 Kamedas》 寄贈插圖（1993年）
- SUGIURUMN（日语：SUGIURUMN） 專輯『MUSIC IS THE KEY OF LIFE』 唱片封套插圖（2000年）
- 大塚ギチ、宮昌太朗 《JoJo的奇妙冒險II ゴールデンハート / ゴールデンリング》 插畫（2001年）
- SUGIURUMN（日语：SUGIURUMN） 專輯『LIFE GROUND MUSIC』 唱片封套插圖（2002年）
- 『女王陛下の少年スパイ!アレックスシリーズ』 表紙/插畫（2002年）
- 『愛迪達 發燒漫畫』插圖（2002年）
- 《烏龍派出所 超龜有》  連載30周年特別寄稿 こち亀角色 in another world 單頁贊助（2006年）
- SOUL'd OUT（日语：SOUL'd OUT） 單曲『Catwalk（日语：Catwalk）』 唱片封套插圖（2006年）
- 『UNIQLO CREATIVE AWARD 2006』 T-Shirt設計（2006年）
- 大亞門（日语：大亜門）《太臟人氣王傳說（日语：太臓もて王サーガ）》 外傳 單頁贊助（2006年）
- Comic Bunch增刊號（日语：週刊コミックバンチ） 《北斗神拳》贈禮/pinup插圖（2006年）
- 『The Prestige』 首日公開播映贈品繪製貼紙（2007年）
- 美國科學期刊《細胞》 表紙 （2007年）
- 乙一 《“The Book” jojo's bizarre adventure 4th another day（日语：The Book (小説)）》 插畫（2007年）
- 集英社文庫《伊豆的舞孃》 表紙（2008年）
- 《火影忍者秘伝・皆之書》 寄贈插圖 （2009年）
- 《SPUR》2011年10月號 表紙（2011年）
- 上遠野浩平 《不知恥的紫煙 -來自JoJo的奇妙冒險-（日语：恥知らずのパープルヘイズ -ジョジョの奇妙な冒険より-）》 表紙/插畫（2011年）
- 『東北復興平泉宣言』 圖像插圖（2011年）
- 西尾維新 《JOJO'S BIZARRE ADVENTURE OVER HEAVEN（日语：JOJO'S BIZARRE ADVENTURE OVER HEAVEN）》 表紙（2011年）
- 石川小百合 專輯『X -Cross-』 唱片封套插圖（2012年）
- 齋藤環《生き延びるためのラカン》文庫版　封面插圖（2012年）
- 美術手帖（日语：美術手帖） 2012年 11月號 表紙（2012年）
- 第63回NHK紅白歌合戰 石川小百合　壁畫插圖（2012年）
- JOJO廚房 荒木飛呂彦的義大利麵作法：《JUMP LIVE》1號企劃。（2013年）
- JOJO廚房 「我試吃了瑞典鹽醃鯡魚！」：《JUMP LIVE》2號企劃。（2014年）
- 2020年日本残奥会宣传海报（2020年）

## 電視節目
- NHK 『常盤莊，我的青春 ～現代漫畫家立志傳～』 1981年5月25日
- 富士電視台721（日语：フジテレビTWO） 《週刊少年（日语：週刊少年）》 2003年4月15日
- SKY PerfecTV！（日语：スカパー!プレミアムサービス） 『MTV SOUL'd OUT（日语：SOUL'd OUT） 特別篇』 2005年2月3日、5日、6日、11日
- NHK衛星第2頻道 『漫畫的現場（日语：マンガノゲンバ）』 2006年7月4日
- GyaO（日语：GyaO!#GyaO） 『溜池Now（日语：溜池Now）』（第37回 世界一受けたい!!「ジョジョの奇妙な…」授業） 2007年8月6日配信
- NHK教育頻道 『星期日美術館（日语：日曜美術館）』「命輝く家族の肖像 ～モーリス·ドニ～ 」2011年10月2日
- NHK教育頻道 『NHK高校講座（日语：NHK高校講座）』2012年7月26日
- TBS 『國王的早午餐（日语：王様のブランチ）』2012年10月13日
- 富士電視台 『鬧鐘電視』2012年10月16日
- 東京電視台 『Sakiyomi Jum-Bang！（日语：サキよみ ジャンBANG!）』2012年10月19日
- NHK ETV 『SWITCH專訪 達人們（日语：SWITCHインタビュー 達人達）』「荒木飛呂彦×千住明 」2013年4月20日

## 相關人物
編輯

集英社「週刊少年Jump」編集者，歷任「MANGA」和集英社新書的編集長。其祖父是插畫家樺島勝一。荒木初期的編輯，負責荒木的投稿，並參與了其處女作《魔少年BT》到《JOJO的奇妙冒險》第三部《星塵鬥士》的創作。他向從半職業時期起就自學成才的荒木傳授漫畫繪畫的基礎知識，並在《魔少年BT》連載期間，花了兩年說服編輯部，不僅為荒木的職業出道奠定了基礎，還為《JOJO的奇妙冒險》的創作，包括波紋的創作做出了巨大的貢獻。是荒木在公開和私下都信賴的恩人。
漫畫家

《 山下太郎，縣立海空高中棒球部成員》的原作者。與荒木曾在手塚賞和赤塚賞的頒獎典禮上見面。荒木在山下太郎漫畫第五卷中寫道：“這部作品對我創作《JOJO》影響最大，也是我最尊敬的作品”，它讓我明白，漫畫中的英雄應該在內心深處擁有比任何人都更強烈的熱情，並帶著目標成長”。
高橋和希
《遊戲王》的原作者是荒木的粉絲。受《JOJO》的啟蒙與影響立志決定成為漫畫家。
武論尊、原哲夫
《北斗神拳》的原作者和作畫者。為曾在Jump時代互相交流的同期好友。荒木曾積極參與北斗神拳的相關企劃。
橫山光輝
荒木崇拜的漫畫家之一，在荒木在訪談和討論中被多次提及。尤其是他的代表作《巴比倫二世》中校服與沙漠的結合，造就了《JoJo的奇妙冒險第三部》中空條承太郎的經典學生服穿著。此外，在一次訪談中，當荒木被問到是否只能帶一本漫畫去荒島時，他回答說是同名漫畫的第四卷，足見荒木對空條的影響之深遠。
CLAMP
《東京巴比倫》、《魔法騎士雷阿斯》、《庫洛魔法使》的原作者。成員們都是荒木的粉絲，並出版過《JOJO》的同人誌。成員們也經常透過討論和邀請荒木進行互動。

《太臟人氣王傳說》的原作者。是荒木的粉絲，在作品中描繪了許多《JOJO》的惡搞形象。他曾多次受邀前往荒木的家中，並在《赤丸JUMP》上發表了以這些場景為背景的漫畫。

《噬謊者》的原作者。視荒木為導師，除了對話之外，兩人還互相繪製對方作品中的人物，荒木也對噬謊者這部作品讚不絕口。
助手
- 鬼窪浩久（日语：プロジェクト:漫画家/日本の漫画家 あ行#鬼窪浩久）
- 中祥人（日语：中祥人）
- 三部敬

《只有我不存在的城市》的原作者。從《JoJo的奇妙冒險》第二部到第五部的開頭一直擔任荒木的助手。在擔任助手期間主要負責跨頁和大畫幅的創作，這讓他培養了從不同角度觀察事物的感覺，讓他能夠從任何角度看清事物的形狀。
- 田中靖規（日语：田中靖規）
- 椎橋寬
- 蒔野靖弘（日语：蒔野靖弘）
- 神海英雄

## 外部連結
- 荒木飛呂彥官方網站『JOJO.com』 （页面存档备份，存于） （日語）
- 『JoJo的奇妙冒險』官方網站 （页面存档备份，存于） （日語）
- 『Steel Ball Run』官方網站 （页面存档备份，存于） （日語）